# Cair Andros
Cair Andros (‘barco de la larga espuma’ en sindarin) es un lugar ficticio del legendarium del escritor británico J. R. R. Tolkien. Es una gran isla fluvial situada en medio del Anduin, a unas 50 millas al norte de Minas Tirith. Su nombre se debe a que la isla tiene la forma de un largo navío, contra cuya proa rompen las aguas del río. Al norte de la isla, en ambas márgenes del río, hay zonas pantanosas. 

## Historia ficticia
Fue fortificada por el Senescal Túrin II en el trigésimo siglo de la Tercera Edad del Sol para defender Anórien.
El 10 de marzo del año 3019 de la Tercera Edad, un ejército de Morannon tomó Cair Andros, consiguiendo entrar así en Anórien para dirigirse a Minas Tirith. Más tarde, la isla fue recuperada. En ella anclaron las naves del ejército del Oeste, antes de ir a Minas Tirith, tras la derrota de Sauron.
- Datos: Q632806